# Dương Quảng Châu
Dương Quảng Châu (tên thật là Dương Ngọc Chiến, sinh năm 1929 tại xã Quảng Châu, huyện Phù Tiên, tỉnh Hưng Yên) là Anh hùng Lực lượng vũ trang nhân dân Việt Nam trong Chiến dịch Điện Biên Phủ.

## Tiểu sử
Năm 1948, Dương Quảng Châu gia nhập Quân đội nhân dân Việt Nam, lúc đầu hoạt động trong lực lượng bộ đội địa phương sau đó chuyển sang bộ đội chủ lực.
Đơn vị ông thuộc Đại đội quân báo thuộc Trung đoàn 36, Đại đoàn 308.
Trong Chiến dịch Biên giới năm 1950, anh phát hiện tàn binh địch, liền cùng đơn vị nổ súng uy hiếp, bắt được 4 tù binh.
Trận Nậm Bạc, khi tiểu đội của Dương Quảng Châu truy kích địch, anh dùng dao găm đâm chết 1 lính, bắt ba tù binh.
Trận Nậm Ngà, Dương Quảng Châu bắt sống 1 tù binh, rồi bắt tù binh này gọi hàng được 46 tù binh khác, thu 43 súng.
Thời gian chuẩn bị chiến trường Điện Biên Phủ, Dương Quảng Châu và một người nữa phát hiện có toán địch từ Lai Châu về, anh đã hô to nghi binh để uy hiếp tinh thần địch, rồi xông ra bắt được 22 tù binh, thu 8 súng.

## Phong tặng
Dương Quảng Châu đã được Nhà nước Việt Nam tặng thưởng nhiều huân huy chương, gồm có:
- 1 Huân chương Quân công hạng Ba
- 3 Huân chương Chiến công hạng Nhì
- Danh hiệu "Chiến sĩ thi đua" của Sư đoàn
- Huy hiệu Bác Hồ

Ngày 7 tháng 5 năm 1956, Dương Quảng Châu được Nhà nước Việt Nam phong tặng danh hiệu Anh hùng lực lượng vũ trang nhân dân.